# Jeon Ha-Young
Jeon Ha-Young (Daejeon, 18 de agosto de 2001) es una deportista coreana que compite en esgrima, especialista en la modalidad de sable.
Participó en los Juegos Olímpicos de París 2024, obteniendo una medalla de plata en la prueba por equipos. Ganó dos medallas en el Campeonato Mundial de Esgrima, bronce en 2023 y plata en 2025.

## Palmarés internacional
| Juegos Olímpicos   | Juegos Olímpicos | Juegos Olímpicos  | Juegos Olímpicos  |
| Año                | Lugar            | Medalla           | Prueba            |
| ------------------ | ---------------- | ----------------- | ----------------- |
| 2024               | París (Francia)  | Medalla de plata  | Sable por equipos |
| Campeonato Mundial |                  |                   |                   |
| Año                | Lugar            | Medalla           | Prueba            |
| 2023               | Milán (Italia)   | Medalla de bronce | Sable por equipos |
| 2025               | Tiflis (Georgia) | Medalla de plata  | Sable por equipos |